# Gnomonia riparia
Gnomonia riparia är en svampart som beskrevs av Niessl 1875. Gnomonia riparia ingår i släktet Gnomonia och familjen Gnomoniaceae.   Inga underarter finns listade i Catalogue of Life.